# Proiectul Mikoian LFI

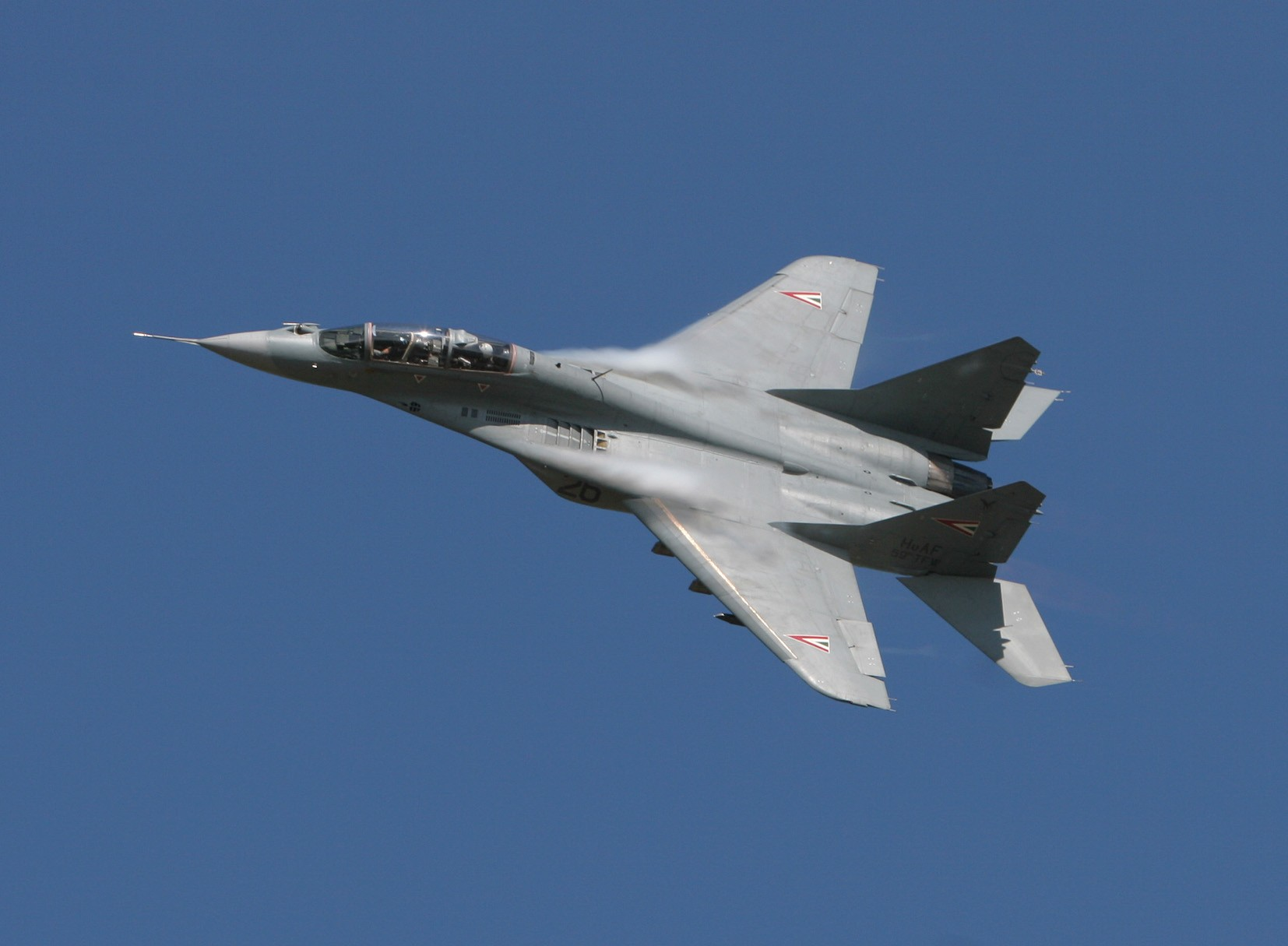
Mikoian MiG-29 Fulcrum.

Proiectul Mikoian LFI este avion de vânătoare experimental de generația a cincea produs de Mikoian. LFI este un acronim rus pentru Лёгкий Фронтовой Истребитель („Lyogkij Frontovoj Istrebitel” – avion de vânătoare ușor de front), dar câteodată este tradus eronat ca „interceptor ușor de front” pentru a face denumirea engleză să se potrivească cu acronimul rus. Avionul LFI este proiectat să aibă capabilități duble de atac aer-aer și aer-sol, astfel nu este un adevărat interceptor, ci un avion de luptă multirol. Avionul LFI este comparabil cu F-22 Raptor.
Actualmente, avionul LFI este la stadiu experimental și un prototip nu a fost produs încă. Oficial, Aviația Rusă a declarat doar că este o prioritate să construiască un avion de luptă multirol ușor, pentru a furniza o alternativă avioanelor de vânătoare grele precum MiG MFI.